# Atlides polybe
Espèce
Atlides polybe est un papillon de la famille des Lycaenidae, de la sous-famille des Theclinae et du genre Atlides.

## Dénomination
Atlides polybe a été décrit par  Carl von Linné en  1763 sous le nom de Papilio polybe.
Synonymes : Thecla polybe, Hewitson, 1867.

### Noms vernaculaires
Atlides polybe se nomme Black-veined Hairstreak en anglais.

## Description
Atlides polybe est un petit papillon au corps bleu turquoise sur le dessus avec une longue et fine queue à chaque aile postérieure. Le dessus est de couleur marron avec une plage plus ou moins étendue de bleu turquoise à partir de la base marquée aux ailes antérieures de deux taches marron proches du bord costal. Le revers est beige veiné de noir avec une plage bleu turquoise aux ailes antérieures et aux ailes postérieures une tache rouge basale et une bordure bleu turquoise au bord interne.

## Biologie

### Plantes hôtes
La plante hôte de sa chenille est Phoradendron quadrangulare au Costa Rica.

## Écologie et distribution
Il réside au Mexique, à Panama, au Costa Rica, au Brésil, en Argentine, à Trinité-et-Tobago  et en Guyane,,.

### Protection
Pas de statut de protection particulier.